# 커넥트포
커넥트 포(Connect Four)는 밀턴 브래들리(Milton Bradley) 사에서 1974년에 출시한 보드게임이다. 한국 수입업체에서는 사목(四目) 또는 입체사목게임등으로 번역하였다. 가로 7칸, 세로 6칸인 직사각형판을 위로 세워 말을 떨어트려, 교대로 하면서 가로, 세로 또는 대각선 4개를 만들면 이기는 게임이다.

## 해결
빅토르 알리스와 제임스 알렌에 의해 첫 선수가 가운데 줄에 넣으면 반드시 이기는 수가 있음이 증명되었다.
그 옆 두 칸에 두면 첫 선수가 비기도록 만들 수 있고, 첫 수가 나머지 4줄인 경우 두 번째 선수가 이기는 수가 있다.

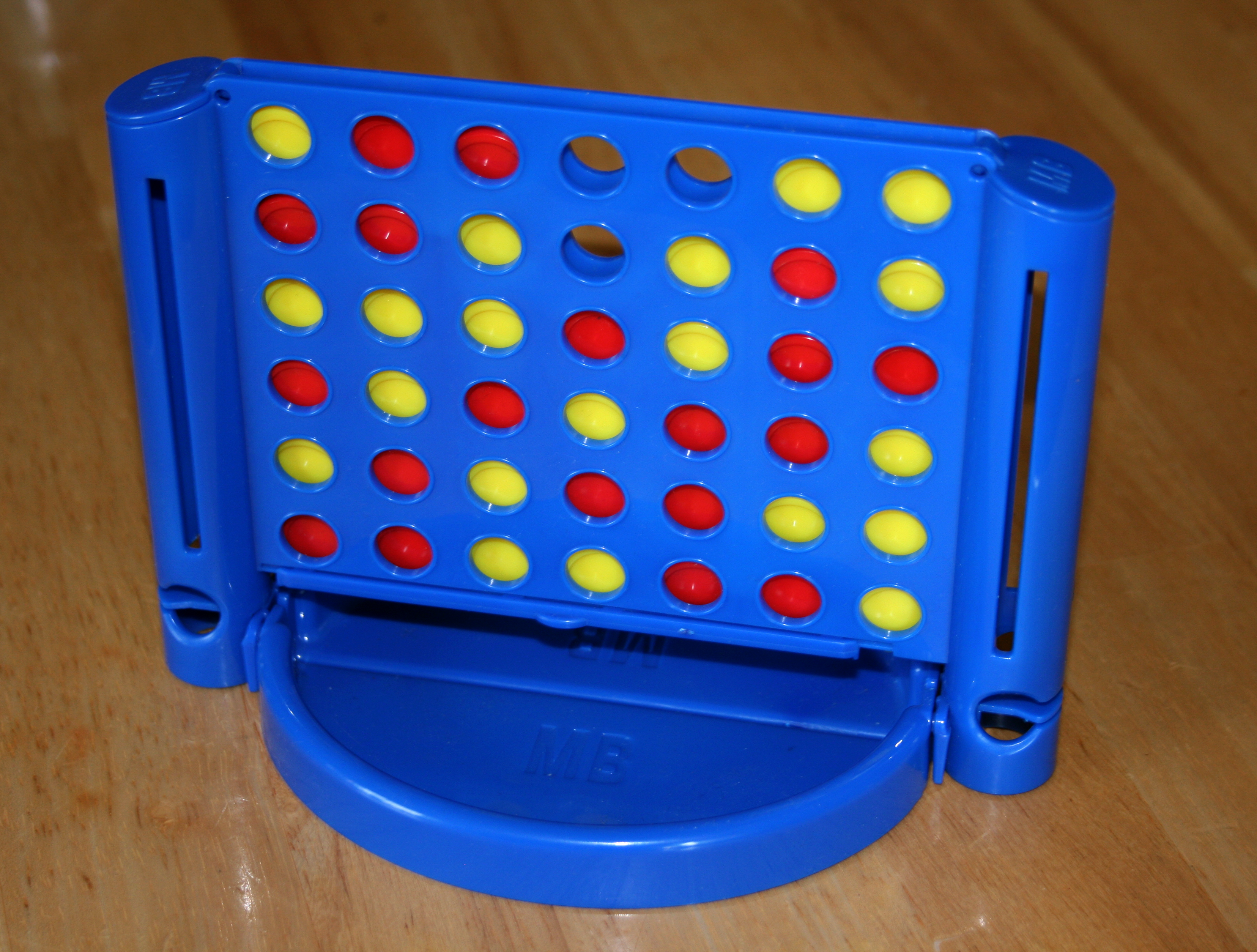
Connect Four
MB(Milton Bradley, 밀턴 브래들리)사 제품

## 같이 보기
- 게임 복잡도
- 틱택토
- 오목
- 육목